# Hosni Mubarak
Muhammad Hosni Said Mubarak (arapski محمد حسنى سيد مبارك, Kafr-El Meselha, 4. svibnja 1928. – 25. veljače 2020.), znan kao Hosni Mubarak (حسنى مبارك'), bio je egipatski političar i vojskovođa koji je od 14. lipnja 1981. do 11. veljače 2011. obnašao dužnost predsjednika Egipta.
Mubarak je nakon svog promaknuća u Egipatskom ratnom zrakoplovstvu postavljen za potpredsjednika Egipta. Predsjednik države postao je naslijedivši Anwara el-Sadata koji je ubijen u atentatu 6. listopada 1981. godine 
Mubaraka kao egipatskog predsjednika smatraju jednim od najmoćnijih političara u Africi i u regiji.
Dana 11. veljače 2011. podnio je ostavku, a ovlasti prenio na Vrhovno vijeće oružanih snaga Arapske Republike Egipat.